# Aeroportul El Dorado/Captain Jack Thomas Memorial
Aeroportul El Dorado/Captain Jack Thomas Memorial (IATA: EDK, ICAO: KEQA, FAA LID: EQA) este un aeroport din Kansas, Statele Unite ale Americii.
Situat la o altitudine de 420 m, aeroportul dispune de 2 piste.

## Infrastructură

### Piste
Aeroportul dispune de 2 piste. Pista 04/22 are suprafața de asfalt și dimensiunile 4.204 picioare × 75 picioare. Pista 15/33 are suprafața de beton și dimensiunile 4.200 picioare × 75 picioare. 